# Station Pruszcz-Bagienica
Station Pruszcz-Bagienica is een spoorwegstation in de Poolse plaats Pruszcz.